# Breaking Away
Breaking Away is een met een Oscar en Golden Globe bekroonde film van regisseur Peter Yates (Bullitt) uit 1979. De hoofdrollen worden gespeeld door Dennis Christopher, Dennis Quaid, Daniel Stern en Jackie Earle Haley.
De film volgt een groep tieners uit het Amerikaanse universiteitsstadje Bloomington (Indiana) die net hun high school-diploma hebben gehaald. Dave (gespeeld door Dennis Christopher) is gek van wielrennen en overtuigt zijn vrienden om als een team mee te doen aan de Little 500, een wielrenwedstrijd voor studenten die elk jaar in Bloomington gehouden wordt.
Breaking Away was een kassucces en werd overladen met prijzen, waaronder een Oscar, een Golden Globe, een BAFTA en prijzen van de Writers Guild of America, Directors Guild of America, National Society of Film Critics, New York Film Critics Circle en London Critics Circle. In 1980 kwam er zelfs een Breaking Away-televisieserie. De televisieserie werd genomineerd voor twee Emmy's, maar verdween na één seizoen weer van het scherm.
Door zijn rol in deze film leek het erop dat Dennis Christopher de grote nieuwe ster van Hollywood zou worden, maar na een hoofdrol in Fade to Black (1980) bereikte hij weinig meer; de laatste 20 jaar speelt hij voornamelijk gastrollen in televisieseries. Dennis Quaid daarentegen werd wel een filmster, met successen als The Right Stuff (1983), The Big Easy (1987), Dragonheart (1996), The Parent Trap (1998), The Day After Tomorrow (2004) en Great Balls of Fire! (1988), waarin hij Jerry Lee Lewis speelde.
Breaking Away staat achtste op een lijst van de 100 meest inspirerende Amerikaanse films, in 2006 samengesteld door het American Film Institute.

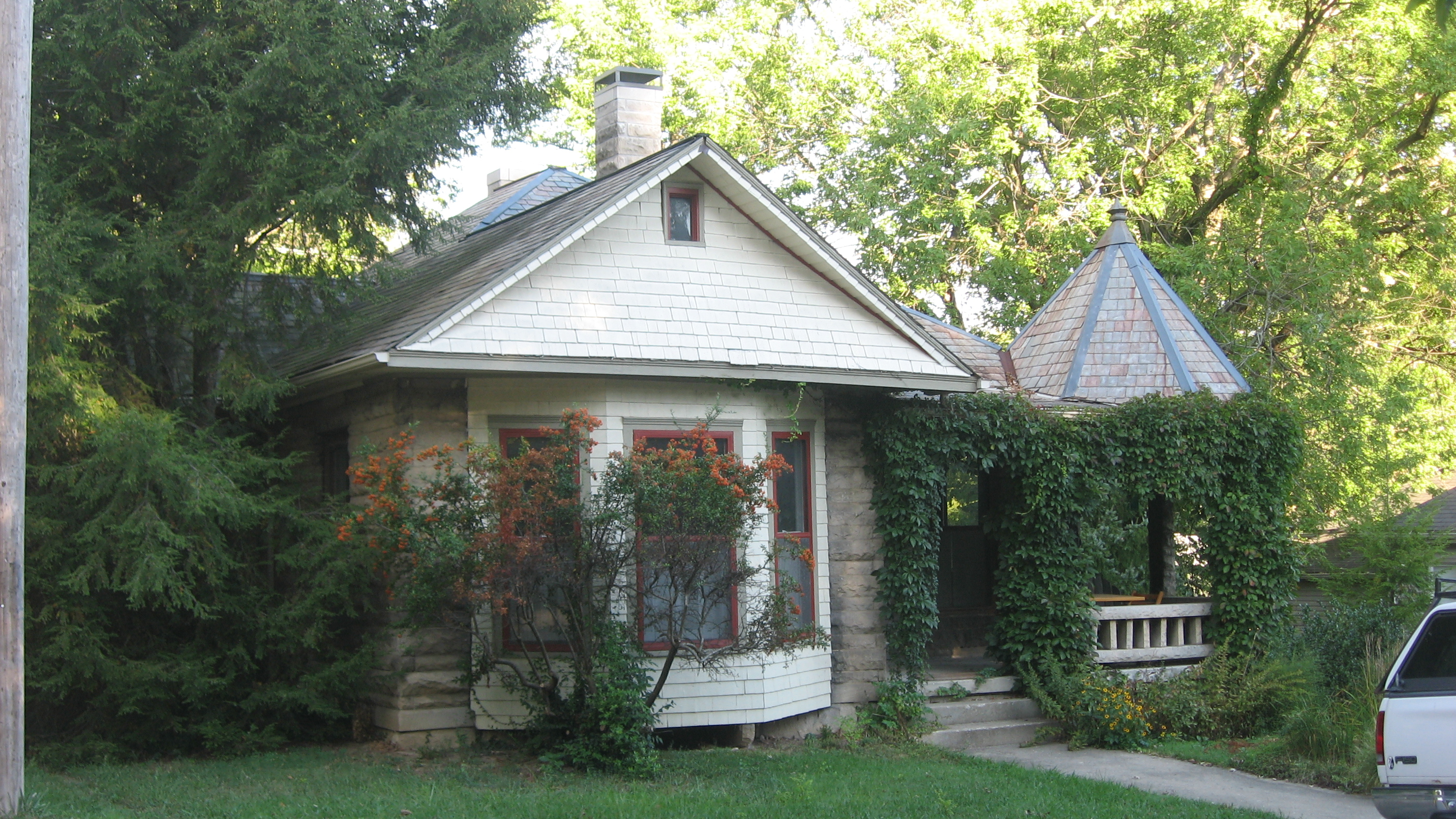
Dit huis aan 756 S. Lincoln Street in Bloomington diende als Dave Stollers huis in de film. Het pand staat nu plaatselijk bekend als het Breaking Away house.
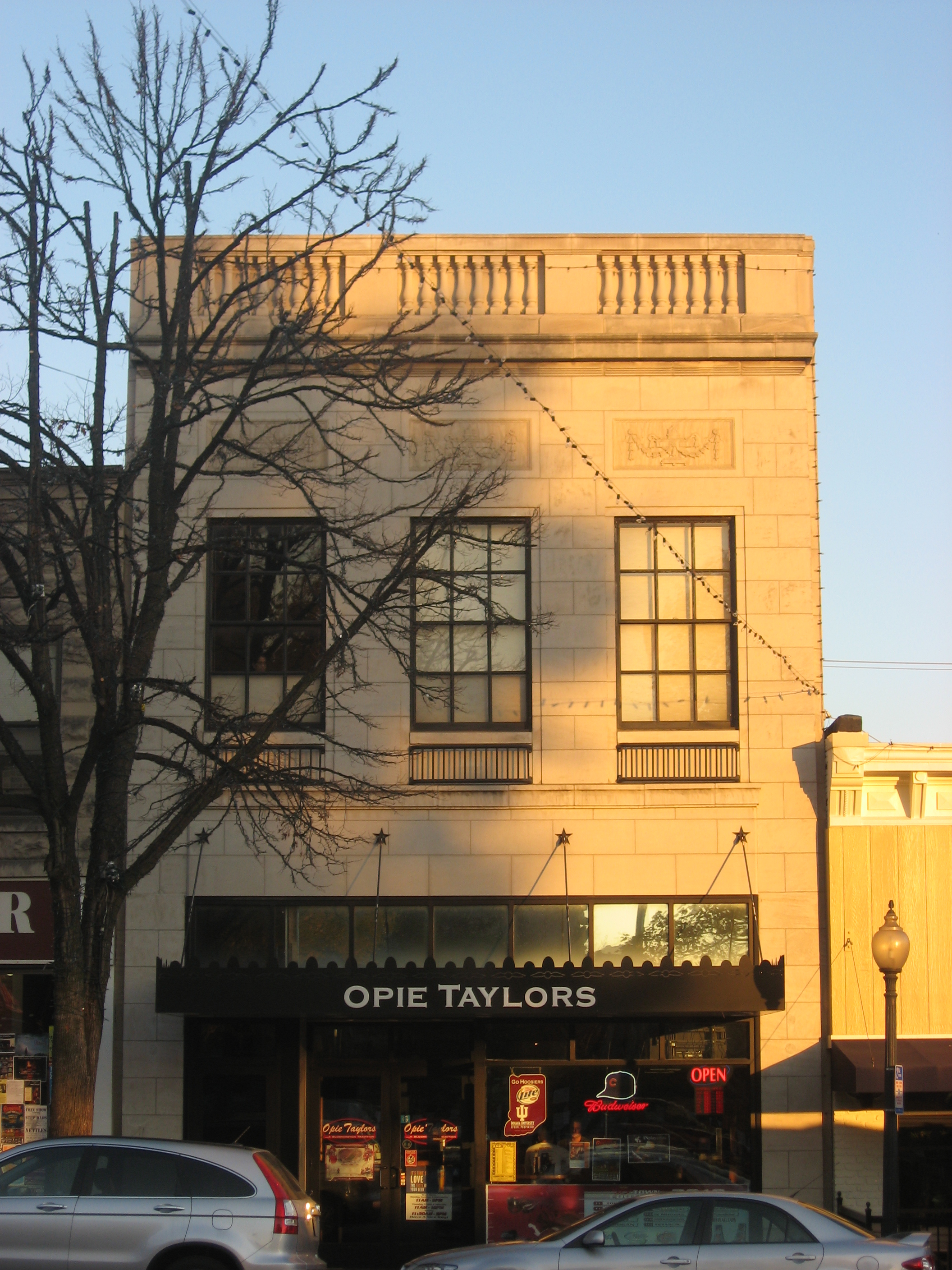
Dit pand aan Bloomington Courthouse Square in te zien in de film als pizzarestaurant Pagliai's.

## Rolverdeling
| Acteur             | Personage       |
| ------------------ | --------------- |
| Dennis Christopher | Dave Stoller    |
| Dennis Quaid       | Mike            |
| Daniel Stern       | Cyril           |
| Jackie Earle Haley | Moocher "Mooch" |
| Paul Dooley        | Raymond Stoller |
| Barbara Barrie     | Evelyn Stoller  |
| Robyn Douglass     | Katherine       |
| Hart Bochner       | Rod             |
| P.J. Soles         | Suzy            |
| Amy Wright         | Nancy           |
| John Ashton        | Mikes broer     |